# مراقبة الكبسولة داخل اللمعة
مراقبة الكبسولة داخل اللمعة هي إجراء تشخيصي طبي غير جراحي يستخدم جهاز إرسال لاسلكي مصغر مضمن في كبسولة محكمة الإغلاق. يقوم المريض بتناول الكبسولة وبينما يمر عبر الجهاز الهضمي، يرسل إشارات إلى الخارج، يتم التقاطها بواسطة جهاز استقبال لاسلكي ومعالجتها وعرضها وتخزينها في جهاز كمبيوتر.
وفقًا لنوع أو نوع (أنواع) المستشعرات الطبية الحيوية المدمجة في الكبسولة ، يمكن قياس العديد من المعلمات الفسيولوجية ونقلها بواسطة الكبسولة:
- درجة الحموضة داخل اللمعة في المريء والمعدة والاثني عشر.
- الفيسيولوجية المعدية المعوية.
- الضغط داخل اللمعة.
- آخر؟

يمكن للكبسولات الحديثة، التي تسمى حبوب الفيديو أو كبسولات التنظير الداخلي، أيضًا نقل صور بالمنظار من كاميرا فيديو مصغرة.
يستخدم النظام عادة لأغراض البحث أو لتشخيص التغيرات طويلة المدى في المعلمات الفسيولوجية المعدية المعوية. يتم استعادة الكبسولة في البراز وتعقيمها ويمكن استخدامها مرة أخرى.